# Lewis & Clark & George
Lewis & Clark & George, amerikansk film, komedi/thriller, från 1997, regisserad av Rod McCall, manus av Rod McCall.

## Handling
Två fångar rymmer från fängelset ut i den amerikanska öknen på jakt efter en guldgruva. På vägen dit så träffar de en ung tjej (Rose McGowan) som behöver lift, det visar sig att hon är stum. När hon får reda på deras planer och när hon får äran att vara med på jakten så verkar det som att hon inte vill dela gruvan med någon...

## Om filmen
Lewis & Clark & George visades på Sundance Film Festival.

## Rollista (i urval)
- Rose McGowan - George
- Dan Gunther - Clark
- Salvator Xuereb - Lewis
- Art LaFleur - Fred
- James Brolin - Reverend Red
- Jerry Gardner - Yo-Yo Man